# クイーンズタウン (ニュージーランド)
- 世界 > オセアニア > ポリネシア > ニュージーランド > 南島_(ニュージーランド) > オタゴ地方 > クイーンズタウン (ニュージーランド)

クイーンズタウン (英語: Queenstown, マオリ語: Tahuna) は、ニュージーランド南島のオタゴ地方の内陸、ワカティプ湖畔に面した町である。
周囲の山々に囲まれたその美しさが「ヴィクトリア女王にふさわしい」と名づけられたことに由来する。世界的に有名な観光・保養地である。
1862年に、ショットオーバー川で金脈（ゴールド）が発見されて以来、町は急速に発展し人口も数千人に増えた。しかし、金脈が尽きると人口は数百人に激減してしまう。
現在は、高原の避暑地のようなたたずまいでバラエティに富んだアクティビティの拠点になっている。夏にはバンジージャンプやパラグライディング、ゴルフ、湖でのジェットボート、釣りなどが楽しめ、冬には周囲のコロネット・ピーク (Cornet Peak) やリマーカブルズといったスキー場でスキー・スノーボード、蒸気船での観光、カジノでのギャンブル、食事などを楽しむこともできる。クイーンズタウンはバンジージャンプ発祥の地としても有名である。小さい町ながら宿泊施設、飲食店、土産物店などが充実している。年間およそ130万人の観光客が訪れる。クイーンズタウンから車で30分程度の距離にあるアロウタウン（Arrowtown）は、ゴールドラッシュ期に栄えた町である。アロウタウンでは、金脈発見当時の歴史的資料の展示等を見ることができる。簡素で素朴なアロウタウンは、人気の観光地でもある。
クイーンズタウンを拠点に、世界遺産でもあるテ・ワヒポウナム-南西ニュージーランド・フィヨルドランド国立公園にあるミルフォード・サウンドへ向かう観光客も多い。クイーンズタウンからミルフォード・サウンドへは、車で4時間半、セスナ機で40分程度。

## 気候
内陸に位置するため、1日の中でも気温差が大きい。夏は昼間は高温となるが、朝晩は気温が下がる。冬はニュージーランドの中では寒冷であり、氷点下まで冷え込むことが多い。
| クイーンズタウン (1981−2010)の気候 | クイーンズタウン (1981−2010)の気候 | クイーンズタウン (1981−2010)の気候 | クイーンズタウン (1981−2010)の気候 | クイーンズタウン (1981−2010)の気候 | クイーンズタウン (1981−2010)の気候 | クイーンズタウン (1981−2010)の気候 | クイーンズタウン (1981−2010)の気候 | クイーンズタウン (1981−2010)の気候 | クイーンズタウン (1981−2010)の気候 | クイーンズタウン (1981−2010)の気候 | クイーンズタウン (1981−2010)の気候 | クイーンズタウン (1981−2010)の気候 | クイーンズタウン (1981−2010)の気候 |
| 月                                 | 1月                                | 2月                                | 3月                                | 4月                                | 5月                                | 6月                                | 7月                                | 8月                                | 9月                                | 10月                               | 11月                               | 12月                               | 年                                 |
| ---------------------------------- | ---------------------------------- | ---------------------------------- | ---------------------------------- | ---------------------------------- | ---------------------------------- | ---------------------------------- | ---------------------------------- | ---------------------------------- | ---------------------------------- | ---------------------------------- | ---------------------------------- | ---------------------------------- | ---------------------------------- |
| 平均最高気温 °C （°F）             | 21.8 (71.2)                        | 21.8 (71.2)                        | 18.8 (65.8)                        | 15.0 (59)                          | 11.7 (53.1)                        | 8.4 (47.1)                         | 7.8 (46)                           | 9.8 (49.6)                         | 12.9 (55.2)                        | 15.3 (59.5)                        | 17.1 (62.8)                        | 19.7 (67.5)                        | 15.0 (59)                          |
| 日平均気温 °C （°F）               | 15.8 (60.4)                        | 15.6 (60.1)                        | 13.0 (55.4)                        | 9.7 (49.5)                         | 7.0 (44.6)                         | 4.1 (39.4)                         | 3.0 (37.4)                         | 5.0 (41)                           | 7.7 (45.9)                         | 9.8 (49.6)                         | 11.6 (52.9)                        | 14.0 (57.2)                        | 9.7 (49.5)                         |
| 平均最低気温 °C （°F）             | 9.8 (49.6)                         | 9.4 (48.9)                         | 7.2 (45)                           | 4.3 (39.7)                         | 2.3 (36.1)                         | −0.3 (31.5)                        | −1.7 (28.9)                        | 0.2 (32.4)                         | 2.5 (36.5)                         | 4.3 (39.7)                         | 6.0 (42.8)                         | 8.3 (46.9)                         | 4.4 (39.9)                         |
| 降水量 mm （inch）                 | 64.7 (2.547)                       | 50.3 (1.98)                        | 53.4 (2.102)                       | 56.2 (2.213)                       | 68.5 (2.697)                       | 71.5 (2.815)                       | 50.3 (1.98)                        | 66.2 (2.606)                       | 62.4 (2.457)                       | 66.4 (2.614)                       | 63.6 (2.504)                       | 75.3 (2.965)                       | 748.9 (29.484)                     |
| 平均降水日数 （≥1.0 mm）           | 7.2                                | 6.2                                | 7.4                                | 7.4                                | 9.0                                | 9.2                                | 6.9                                | 9.1                                | 8.5                                | 8.8                                | 7.6                                | 9.6                                | 96.9                               |
| % 湿度                             | 70.2                               | 74.3                               | 75.8                               | 78.4                               | 81.1                               | 83.8                               | 83.3                               | 80.5                               | 73.1                               | 70.9                               | 67.5                               | 69.4                               | 75.7                               |
| 平均月間日照時間                   | 230.3                              | 207.3                              | 187.0                              | 145.4                              | 87.8                               | 71.8                               | 88.3                               | 120.0                              | 153.6                              | 197.7                              | 216.6                              | 223.5                              | 1,929.2                            |
| 出典：NIWA Climate Data            |                                    |                                    |                                    |                                    |                                    |                                    |                                    |                                    |                                    |                                    |                                    |                                    |                                    |

## 交通
ニュージーランド航空とカンタス航空の直行便がオークランドとクライストチャーチからクイーンズタウン空港へ向け毎日就航している。クライストチャーチを経由しロトルア空港へ向かう航空路線も就航している。ウェリントン国際空港へは不定期便。その他、オーストラリアのシドニーからクライストチャーチまたはオークランド経由便が毎日就航している。ブリスベン、メルボルン路線は季節便での就航となる。
長距離バスでのアクセスとしては、クライストチャーチ・ダニーデン・ワナカ・グレイマウス、ミルフォード・サウンドなどからインターシティ・ニューマンズ社の長距離バスが出ている。クライストチャーチ・クイーンズタウン間の移動時間は7時間半、ダニーデン・クイーンズタウン間の移動時間は6時間半程度。その他、アトミック・シャトル社なども同様の定期便を出している。このほか、ワナカ・コネクション社によるワナカから定期便もある。

クイーンズタウンの風景
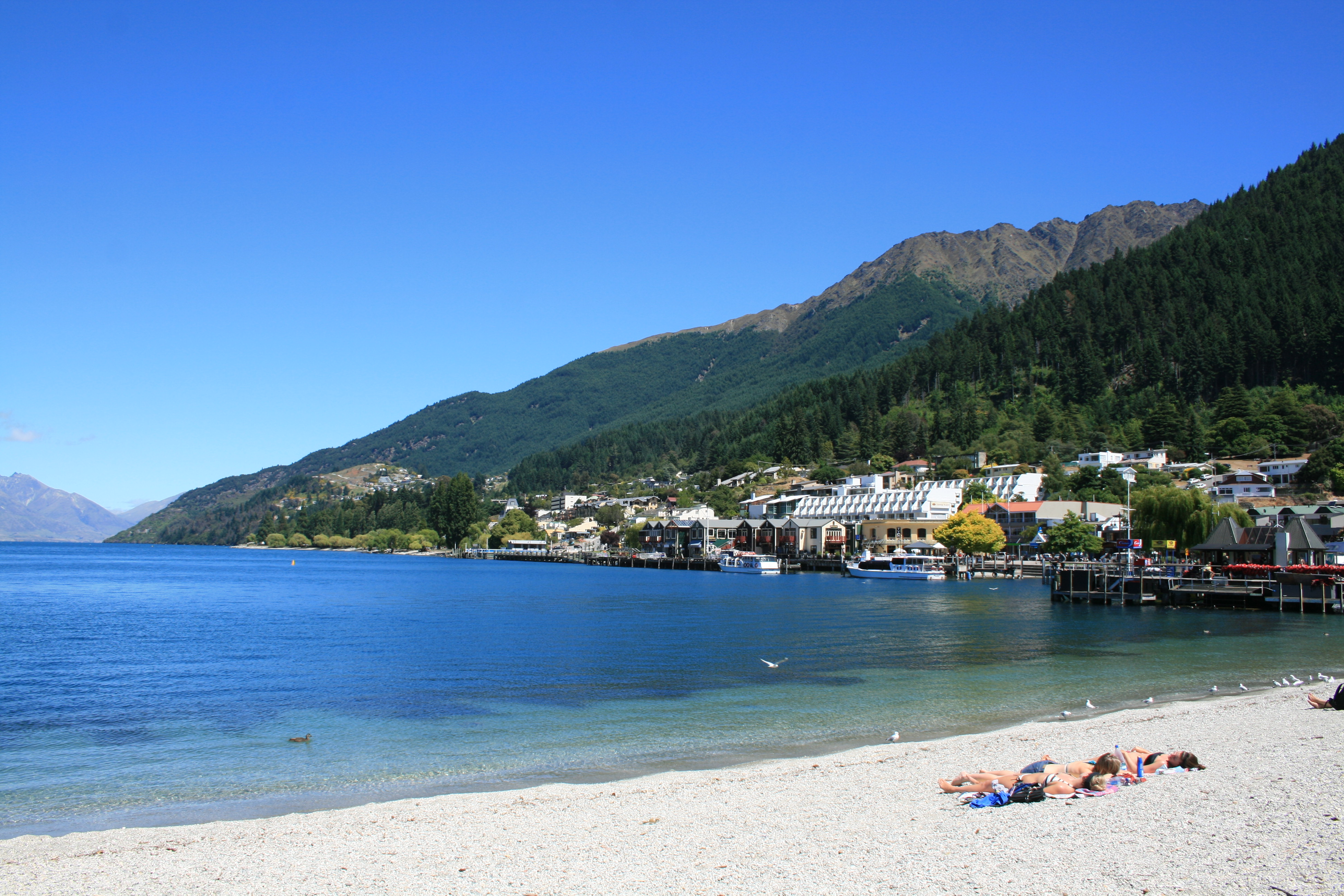
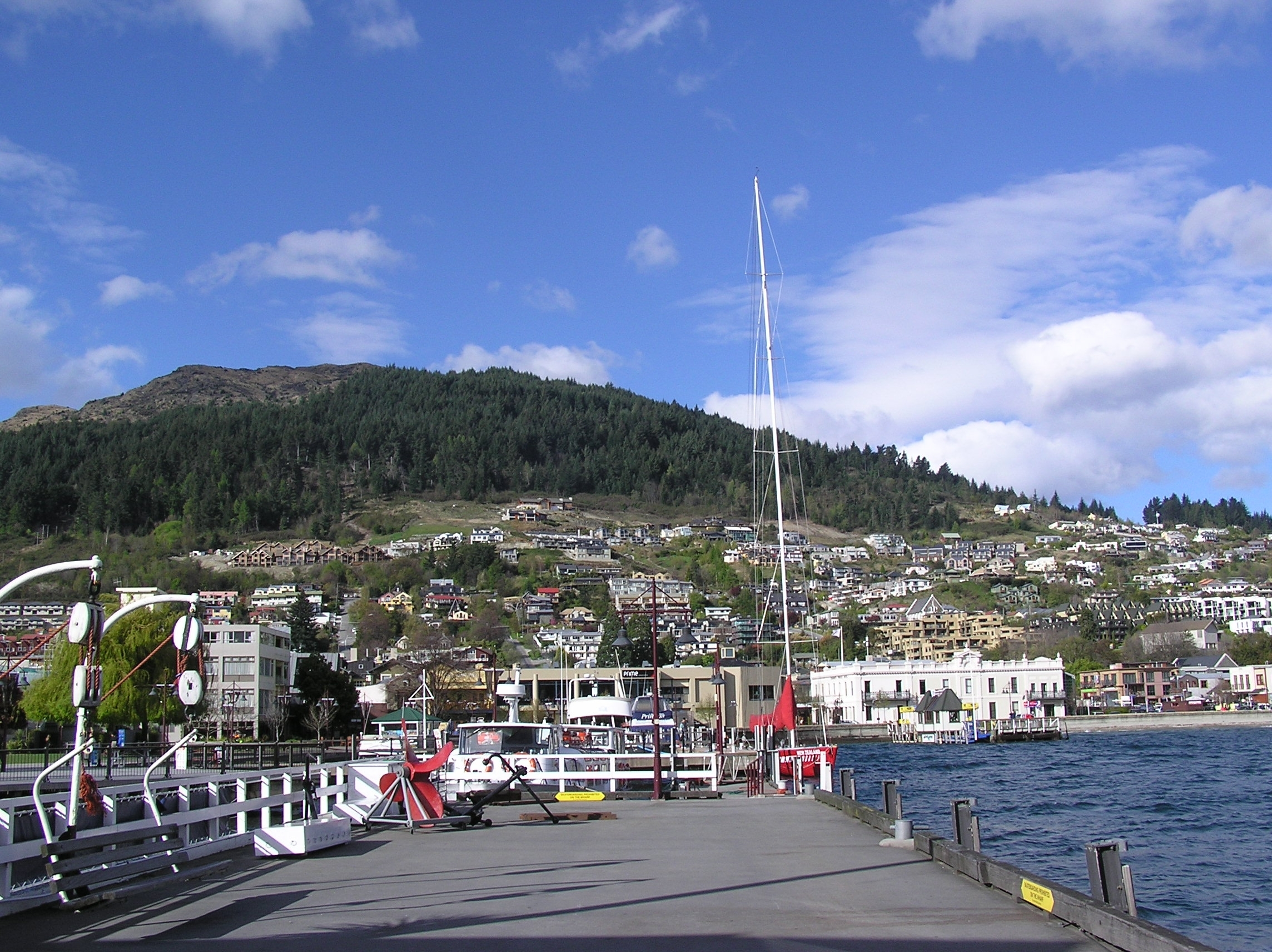
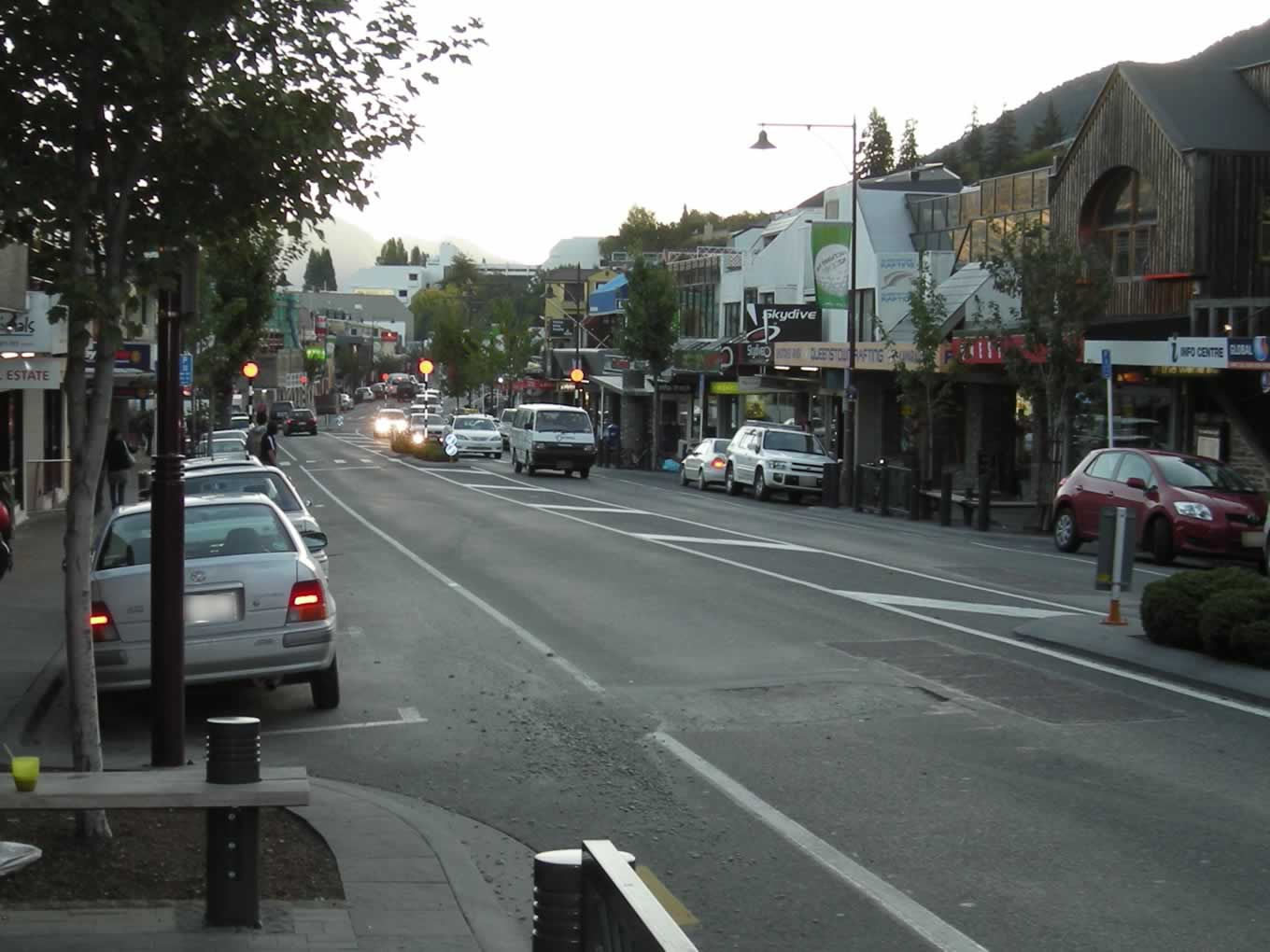
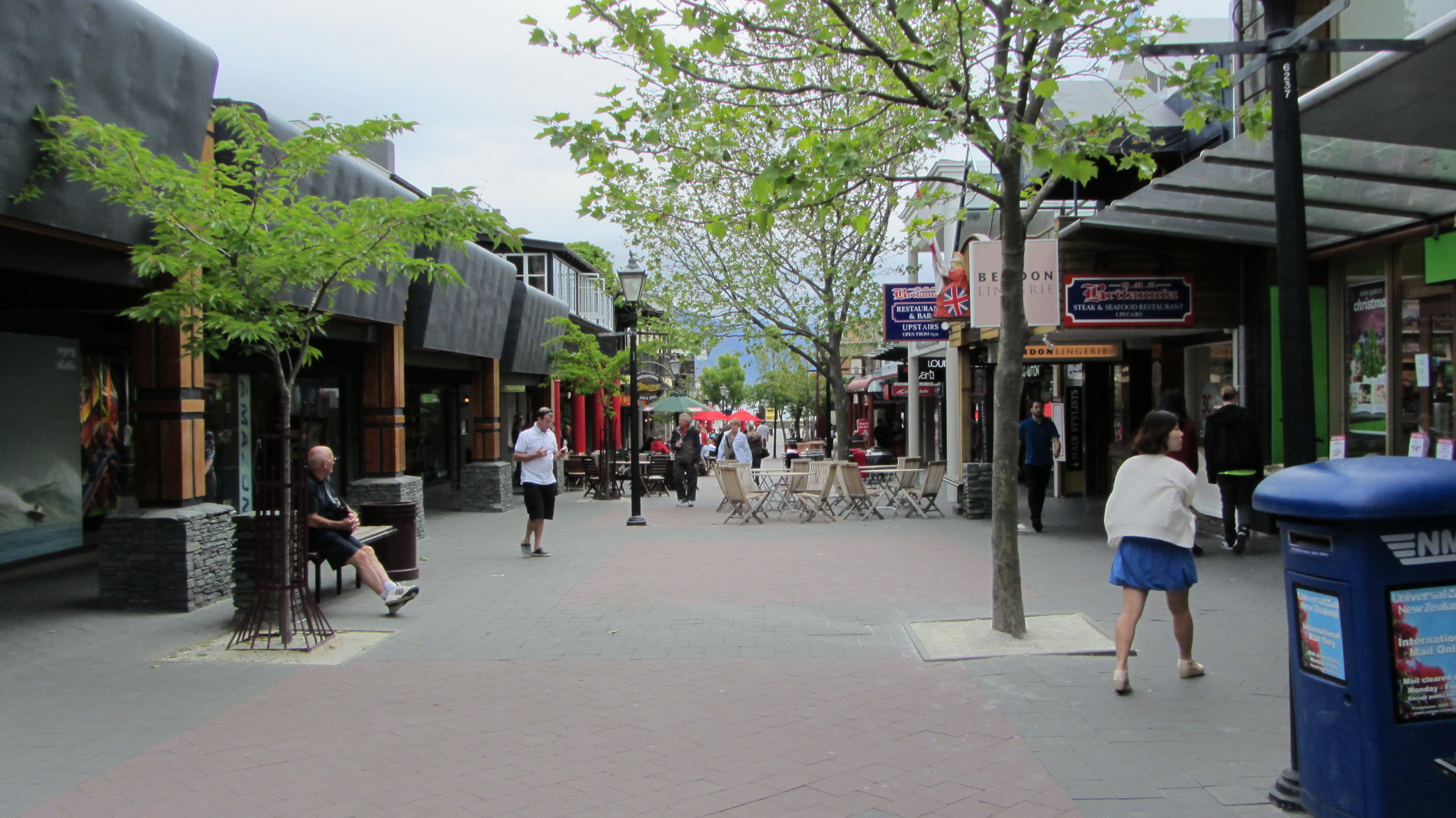